# Lillafüred

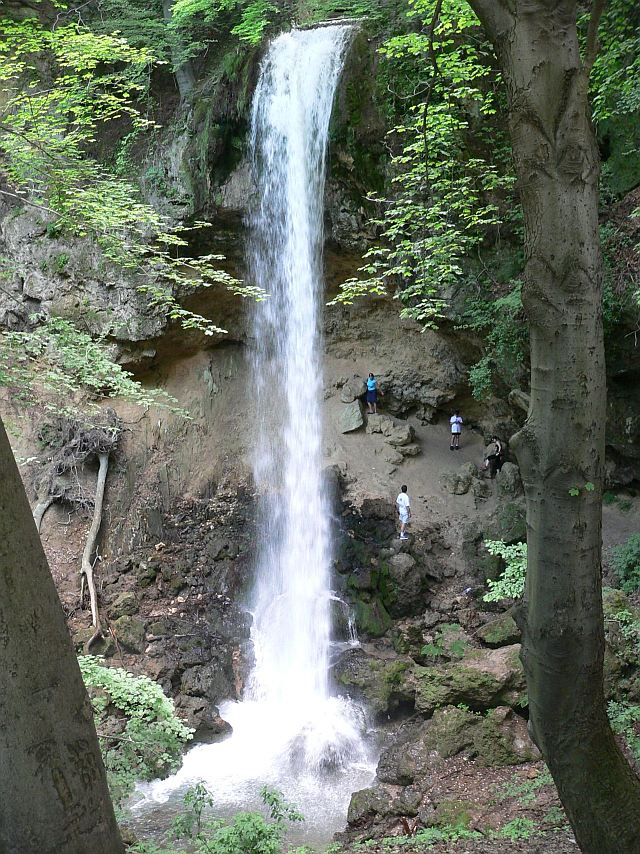
Lillafüredvattenfallet

Lillafüred (Miskolc-Lillafüred) är en ort i Borsod-Abaúj-Zemplén i Ungern. Idag är Lillafüred officiellt en del av Miskolc, beläget i Bükkbergen 12 kilometer  från centrala Miskolc. Lillafüred är en turistort. För att komma till Lillafüred med kollektivtrafiken kör MVK Rt.s bussar från Diósgyőr och Miskolcs centrum dit. Tåg mellan samma platser stannar även de i Lillafüred.
Lillafüred hade år 2011 cirka 220 invånare och postnumret är 3517.

## Historia
Greve András Bethlen, dåvarande jordbruksminister, besökte Hámorisjön under 1890-talet och bestämde sig då för att bygga ett turistresmål på denna plats. Turistorten döptes efter hans fru, Lilla Vay. Hotellet i Lillafüred, Palotaszálló, byggdes av István Bethlen när han blev premiärminister i Ungern 1920.

## Turistattraktioner

### Hotellet Palotaszálló

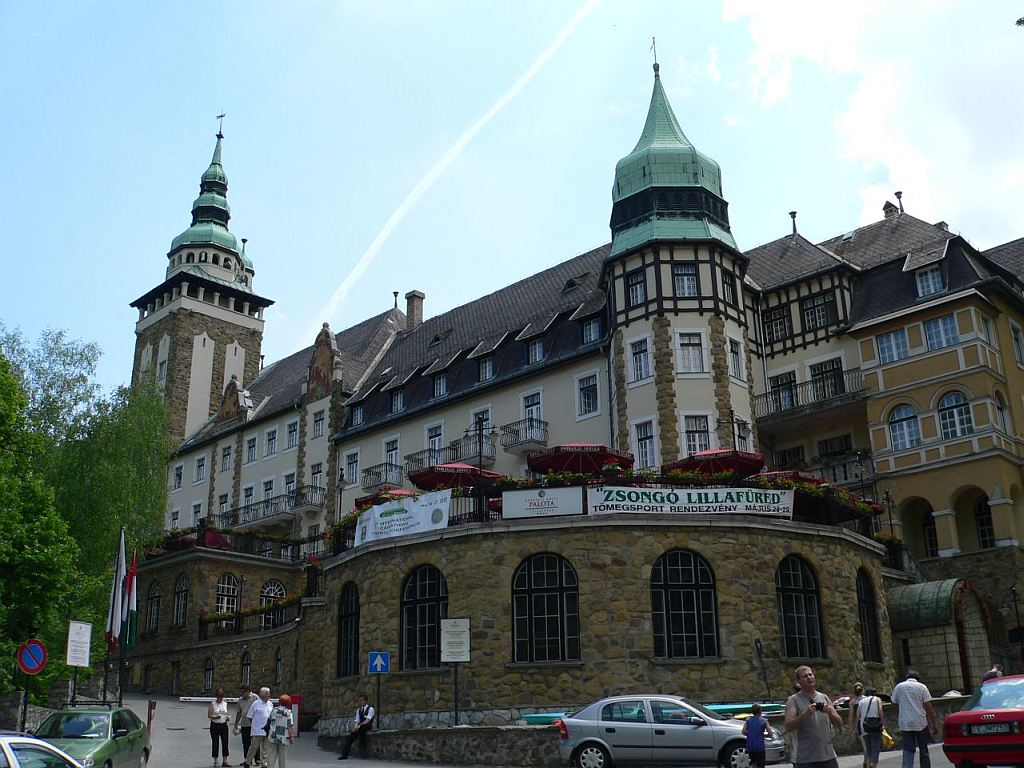
Hotellet Palotaszálló i Lillafüred.

Hotellet ritades av Kálmán Lux och byggdes mellan 1927 och 1930 i nyrenässansstil. En av hotellets restauranger är en renässansrestaurang namngiven efter Mattias I. Hotellets glasmålningar visar historiska slott i Ungern. Runt hotellet finns stora parker med sällsynta växter.

### Hängande trädgårdarna
De hängande trädgårdarna finns nedanför hotellet, mellan floderna Szinva och Gardna. Vattenfallet, som är ett av de högsta i Ungern, finns här, tillsammans med Annagrottan.

### Grottor
Det finns tre naturliga grottor i Lillafüred, inte långt från hotellet:
- Annagrottan, med växtfossiler bevarade i kalksten
- Istvángrottan, en lång droppstensgrotta
- Szeletagrottan, en grotta där flera paleolitiska kvarlevor hittats.

### Hámorisjön

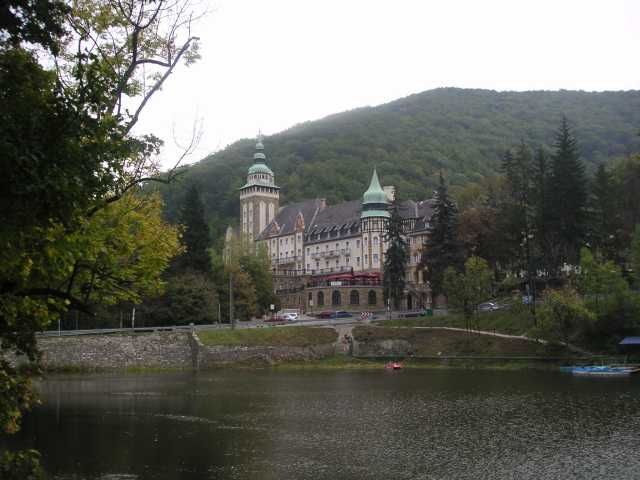
Hámorisjön

Den konstgjorda sjön bildades under det sena 1800-talet efter dämningen av floderna Szinva och Garadna, för att tillföra järnsmältugnarna med vatten. Sjön är 1,5 kilometer lång och under sommaren kan man hyra båtar och kanoter.

### Ottó Hermans hus
Ett litet museum tillägnat ornitologen och universalgeniet Ottó Herman. (Ej att förväxla med Ottó Hermanmuseet som ligger i Miskolcs centrum).